# Unione Sportiva Internazionale Napoli 1920-1921
Questa voce raccoglie le informazioni riguardanti l'Internazionale Napoli nelle competizioni ufficiali della stagione 1920-1921.

## Stagione
La squadra vince la prima contro la Bagnolese 3-1. La seconda giornata venne giocata dopo la terza e vinse pure quella. Vince il girone B campano qualificandosi a quello finale. Lì l'Internazionale Napoli totalizzò un solo punto da un pareggio contro il Naples. Arrivò ultima in classifica, salvo poi avanzare terza per il declassamento di classifica della Puteolana.

## Divise
| Manica sinistra · Manica sinistra · Maglietta · Maglietta · Manica destra · Manica destra · Pantaloncini · Calzettoni · Calzettoni |

## Organigramma societario
Area direttiva
- Presidente: Emilio Reale

Area tecnica
- Allenatore:

## Rosa
| N. |                        | Ruolo | Calciatore                |
| -- | ---------------------- | ----- | ------------------------- |
|    | Italia (bandiera)      | P     | Giuseppe Cangiullo        |
|    | Svizzera (bandiera)    | D     | Jean Steiger              |
|    | Italia (bandiera)      | D     | Scoppa                    |
|    | Inghilterra (bandiera) | D     | Leslie Walter Minter      |
|    | Italia (bandiera)      | C     | Vittorio Alfredo Reichlin |
|    | Italia (bandiera)      |       | Bachy                     |
|    | Italia (bandiera)      |       | Bazzardi                  |
|    | Italia (bandiera)      |       | Cacace                    |
|    | Italia (bandiera)      |       | Cristiano                 |

| N. |                     | Ruolo | Calciatore             |
| -- | ------------------- | ----- | ---------------------- |
|    | Italia (bandiera)   |       | Dalia                  |
|    | Italia (bandiera)   |       | Garzelli               |
|    | Italia (bandiera)   |       | Ghena                  |
|    | Svizzera (bandiera) | D     | Hans Yenni             |
|    | Malta (bandiera)    |       | Raoul Lattad           |
|    | Italia (bandiera)   |       | Morini                 |
|    | Italia (bandiera)   |       | Mario Reichlin         |
|    | Italia (bandiera)   |       | Giovanni Serracapriola |

## Risultati[3]

### Prima Categoria

#### Girone B Campano

##### Girone di andata
| Arbitro: | Barra |

|                                  |           |             |
| Lattard ?’ Scoppa ?’ Bazzardi ?’ | Marcatori | ?’ Polisano |

| Arbitro: | Moretti |

|  |           |                      |
|  | Marcatori | ?’ Lupano ?’ Contini |

| Arbitro: | Lucignano (Napoli) |

|                               |           |          |
| Steiger ?’ (rig.) Garzelli ?’ | Marcatori | ?’ Lopez |

##### Girone di ritorno
| Arbitro: | Barra |

|            |           |               |
| Invorio ?’ | Marcatori | ?’ Reichlin I |

| Arbitro: | Cammarota |

|  |           |                                                       |
|  | Marcatori | ?’, ?’ Reichlin II ?’ Cacace ?’ Cristiano ?’ Garzelli |

| Arbitro: | Cammarota |

|  |           |                |
|  | Marcatori | ?’ Reichlin II |

#### Girone finale campano

##### Girone di andata
| Arbitro: | Aurelio Trama (Torre Annunziata) |

|                                 |           |  |
| Steiger 78’ (aut.) Lobianco 84’ | Marcatori |  |

| Napoli 13 febbraio 1921 2ª giornata | Naples  | 0 – 0 | Internazionale Napoli | \| Arbitro: \| Moretti \| |
| Arbitro:                            | Moretti |       |                       |                           |

| Arbitro: | Moretti |

|            |           |  |
| Invorio ?’ | Marcatori |  |

##### Girone di ritorno
| Arbitro: | Senes |

|                    |           |                                            |
| Steiger 88’ (rig.) | Marcatori | 36’ Doglioli 37’ De Carluccio 46’ Lobianco |

| Arbitro: | Argento (Napoli) |

|          |           |                      |
| Bachy ?’ | Marcatori | ?’ Ghisi ?’ Gattegna |

| Napoli 9 aprile 1921 6ª giornata | Internazionale Napoli | 0 – 2 (a tavolino) | Bagnolese | \| Arbitro: \| Barra \| |
| Arbitro:                         | Barra                 |                    |           |                         |

## Statistiche
Statistiche aggiornate al 9 aprile 1921.

### Statistiche di squadra
| Competizione    | Punti | In casa | In casa | In casa | In casa | In casa | In casa | In trasferta | In trasferta | In trasferta | In trasferta | In trasferta | In trasferta | Totale | Totale | Totale | Totale | Totale | Totale | DR |
| Competizione    | Punti | G       | V       | N       | P       | Gf      | Gs      | G            | V            | N            | P            | Gf           | Gs           | G      | V      | N      | P      | Gf     | Gs     | DR |
| --------------- | ----- | ------- | ------- | ------- | ------- | ------- | ------- | ------------ | ------------ | ------------ | ------------ | ------------ | ------------ | ------ | ------ | ------ | ------ | ------ | ------ | -- |
| Prima Categoria | 10    | 6       | 2       | 0       | 4       | 7       | 11      | 6            | 2            | 2            | 2            | 8            | 4            | 12     | 4      | 2      | 6      | 15     | 15     | 0  |
| Totale          | 10    | 6       | 2       | 0       | 4       | 7       | 11      | 6            | 2            | 2            | 2            | 8            | 4            | 12     | 4      | 2      | 6      | 15     | 15     | 0  |

### Statistiche dei giocatori
| Giocatore        | Prima Categoria | Prima Categoria |
| Giocatore        | Presenze        | Reti            |
| ---------------- | --------------- | --------------- |
| Bachy            | 2               | 1               |
| Bazzardi         | 6               | 1               |
| Cacace           | 4               | 1               |
| G. Cangiullo     | 11              | -13             |
| Cristiano        | 9               | 1               |
| Dalia            | 7               | 0               |
| Garzelli         | 3               | 2               |
| Ghena            | 1               | 0               |
| H. Ienni         | 9               | 1               |
| Lattard          | 11              | 1               |
| L.W. Minter      | 8               | 0               |
| Morini           | 1               | 0               |
| M. Reichlin      | 8               | 3               |
| V.A. Reichlin    | 10              | 1               |
| Scoppa           | 11              | 1               |
| G. Serracapriola | 9               | 0               |
| R. Steiger       | 11              | 2               |